# Condado de Rice (Kansas)
El condado de Rice (en inglés: Rice County), fundado en 1867, es uno de 105 condados del estado estadounidense de Kansas. En el año 2005, el condado tenía una población de 10,452 habitantes y una densidad poblacional de 5.6 personas por km². La sede del condado es Lyons. El condado recibe su nombre en honor a Samuel Allen Rice.

## Geografía
Según la Oficina del Censo, el condado tiene un área total de 1886 km² (728,2 mi²), de la cual 1882 km² (726,6 mi²) es tierra y 4 km² (1,544401544402 mi²) (0.24%) es agua.

### Condados adyacentes
- Condado de Ellsworth (norte)
- Condado de McPherson (este)
- Condado de Reno (sur)
- Condado de Stafford (suroeste)
- Condado de Barton (noroeste)

## Demografía
Según la Oficina del Censo en 2000, los ingresos medios por hogar en el condado eran de $35,671, y los ingresos medios por familia eran $40,960. Los hombres tenían unos ingresos medios de $31,175 frente a los $18,968 para las mujeres. La renta per cápita para el condado era de $16,064. Alrededor del 10.70% de la población estaban por debajo del umbral de pobreza.

## Transporte

### Autopistas principales
- U.S. Route 56
- Ruta Estatal de Kansas 14
- Ruta Estatal de Kansas 46
- Ruta Estatal de Kansas 96
- Ruta Estatal de Kansas 171

## Localidades
Población estimada en 2004;
- Lyons, 3,576 (sede)
- Sterling, 2,587
- Little River, 530
- Chase, 471
- Bushton, 300
- Geneseo, 271
- Alden, 161
- Raymond, 95
- Frederick, 11

### Municipios
El condado de Rice está dividido entre 20 municipios. El condado tiene a Lyons y Sterling como ciudades independientes a nivel de gobierno, y todos los datos de población para el censo e las ciudades son incluidas en el municipio.

## Educación

### Distritos escolares
- Lorraine USD 328
- Sterling USD 376
- Chase USD 401
- Lyons USD 405
- Little River USD 444